# Air Sénégal International
Air Sénégal International – senegalskie narodowe linie lotnicze z siedzibą w Dakarze. Głównym węzłem był Port lotniczy Dakar.
24 kwietnia 2009 linia zaprzestała wszelkich operacji.

## Porty docelowe

### Afryka
- Benin
  - Kotonu (port lotniczy Kotonu)
- Burkina Faso
  - Wagadugu (port lotniczy Wagadugu)
- Gambia
  - Bandżul (port lotniczy Bandżul)
- Gwinea
  - Konakry (port lotniczy Konakry)
- Gwinea Bissau
  - Bissau (port lotniczy Bissau)
- Mali
  - Bamako (port lotniczy Bamako)
- Mauretania
  - Nawakszut (port lotniczy Nawakszut)
- Niger
  - Niamey (port lotniczy Niamey)
- Republika Zielonego Przylądka
  - Praia (port lotniczy Praia)
- Senegal
  - Cap Skirring (port lotniczy Cap Skirring)
  - Dakar (port lotniczy Dakar) węzeł
  - Saint Louis (port lotniczy Saint Louis)
  - Tambacounda (port lotniczy Tambacounda)
  - Ziguinchor (port lotniczy Ziguinchor)
- Togo
  - Lomé (port lotniczy Lomé)
- Wybrzeże Kości Słoniowej
  - Abidżan (port lotniczy Abidżan)

### Europa
- Francja
  - Lyon (port lotniczy Lyon-Saint-Exupéry)
  - Marsylia (port lotniczy Marsylia)
  - Paryż (port lotniczy Paryż-Orly)